# Bruno Vrcic
Bruno Vrcic (* 24. November 2000 in München) ist ein deutscher Basketballspieler.

## Leben
Der gebürtige Münchener kroatischer Abstammung spielte für die Jugend der TS Jahn München und des MTSV Schwabing, später auch für die MTSV-Herrenmannschaft in der Regionalliga. Für die dem MTSV angeschlossene Internationale Basketball Akademie München nahm er am Spielbetrieb der Nachwuchs-Basketball-Bundesliga teil. 2016 wechselte er in den Nachwuchsbereich des FC Bayern München. 2017 und 2019 wurde er mit dem FC Bayern deutscher U19-Meister. 2019 war er Kapitän der Meistermannschaft und erhielt die Auszeichnung als bester Spieler des Finalturniers. Ab Frühjahr 2017 wurde Vrcic auch in der zweiten Herrenmannschaft der Münchener in der 2. Bundesliga ProB eingesetzt.
Im Sommer 2019 unterschrieb er einen Zweijahresvertrag beim Bundesligisten Skyliners Frankfurt. Für die Hessen kam er bis 2022 auf 24 Bundesliga-Einsätze, in der Sommerpause 2022 wechselte er innerhalb der Spielklasse zu den Crailsheim Merlins, um dort wie zeitweise in Frankfurt wieder unter Trainer Sebastian Gleim zu spielen. Ende Februar 2023 erlitt Vrcic eine schwere Knieverletzung, die für ihn das Ende der Saison 2022/23 bedeutete.
In der Sommerpause 2023 kehrte Vrcic nach Frankfurt (mittlerweile in der zweiten Liga) zurück. 2024 wurde er mit der Mannschaft Zweiter der zweiten Liga, wodurch dem Verein die Bundesliga-Rückkehr gelang. Anschließend gehörte Vrcic der Frankfurter Mannschaft nicht mehr an.

### Nationalmannschaft
2016 nahm er mit der deutschen U16-Nationalmannschaft an der Europameisterschaft in Polen teil und war mit 9,3 Punkten je Begegnung drittbester Korbschütze der Deutschen. Im Frühjahr 2018 gewann er mit der U18-Auswahl das Albert-Schweitzer-Turnier, kam dabei jedoch im Endspiel nicht zum Einsatz. Er gehörte zum deutschen Aufgebot für die U18-EM 2018 und errang bei der U20-EM im Sommer 2019 die Bronzemedaille. Er trug zum dritten Platz 9,7 Punkte je Partie bei.